# Kétújfalu, Baranya
Kétújfalu este un sat în districtul Szigetvár, județul Baranya, Ungaria, având o populație de 734 de locuitori (2011). 

## Demografie
Componența etnică a satului Kétújfalu
     Maghiari (89,87%)
     Romi (8,39%)
     Alții (1,74%)
Componența confesională a satului Kétújfalu
     Fără religie (13,08%)
     Reformați (10,22%)
     Necunoscută (76,16%)
     Atei (0,54%)
     Alte religii (0,95%)
Conform recensământului din 2011, satul Kétújfalu avea 734 de locuitori. Din punct de vedere etnic, majoritatea locuitorilor (89,87%) erau maghiari, cu o minoritate de romi (8,39%). Nu există o religie majoritară, locuitorii fiind persoane fără religie (13,08%) și reformați (10,22%). Pentru 76,16% din locuitori nu este cunoscută apartenența confesională.